# 1994 في الأردن
فيما يلي قوائم الأحداث التي وقعت خلال عام 1994 في الأردن.